# 鮭神社
鮭神社（さけじんじゃ）は、福岡県嘉麻市にある神社。鮭を祀っている。旧社格は村社。

## 祭神
- 葺不合尊
- 火火出見尊
- 豐玉姫命

## 由緒
神護景雲3年（769年）に建立とされる。江戸時代中頃に編纂された『筑前国続風土記』には「鱖大明神」とあり、11月13日の祭礼に鮭を「神に崇む」と記し、鮭を崇めることに疑問を挟みつつも、「鮑君神」の類であろうかと述べている。また、江戸時代後半に編まれた『筑前国続風土記拾遺』では、祭礼日の9月23日に鮭が川を遡り、当神社の社辺を流れる川にまで来ることを述べ、海神を祀るが故に海魚が上ってくるのであろうとしている。境内に明和元年（1764年）の年紀を持つ「鮭塚」がある。

## 俗説
宝暦13年（1763年）の棟札には、社の近くにある俎石と呼ばれる岩に、毎年旧暦11月13日に龍宮の使いとして遡上してきた鮭が鱗をくっつけるという俗説が書かれている。
鎮座地のある集落では、毎年の献鮭祭のある頃に鮭がこの神社まで無事に上がってくると、この一年間米が豊作になると言われている。逆に、この鮭を捕えてしまうと目がつぶれ、家系が断絶するという言い伝えがあり、今でも鮭を食べないしきたりが残るという。また、土地の人が誤って鮭を食べてしまった時は『いま食べたのは鱒だ』と言い訳したともいわれる。
境内の鳥居脇に夫婦楠が植えられている。鮭の遡上は産卵を伴うことから、縁結びの御利益にも繋げられたと考えられる。
なお、「この地域のほとんどの人は鮭を食べない」などの俗説はマスコミの影響によるものであり誤っているとの話もある。それによると、2020年現在「鮭は食べるな」などの言い伝えが残ってはいるが、この地域の約70世帯のうち2世帯のみがこの言い伝えを家訓にしている。

## エピソード
- 鮭に関する神社という事から北海道の広尾町に昭和58年（1983年）建立の分社がある。
- 当社と北海道の分社以外に島根県雲南市にも同名の「鮭神社」が存在し[3]、当社との交流がある。

## 交通アクセス
- JR九州筑豊本線桂川駅より西鉄バス西鉄大隈ゆきに乗車し終点下車、徒歩19分（1.5㎞）。
- 飯塚バスターミナルより西鉄バス西鉄大隈ゆきに乗車し終点下車、徒歩19分（1.5㎞）。
- 九州自動車道福岡インターチェンジより32km（八木山バイパス筑穂インターチェンジ経由）。